# Keisuke Tada
Keisuke Tada (japanisch 多田 圭佑 Tada Keisuke; * 27. September 2002 in der Präfektur Ibaraki) ist ein japanischer Fußballspieler.

## Karriere
Keisuke Tada erlernte das Fußballspielen in der Schulmannschaft der Yaita Chuo High School sowie in der Universitätsmannschaft der Risshō-Universität. Seinen ersten Vertrag unterschrieb er am 1. Februar 2025 bei Mito Hollyhock. Der Verein aus Mito spielt in der zweiten japanischen Liga, der J2 League. Sein Zweitligadebüt gab Tada am 15. Februar 2025 (1. Spieltag) im Auswärtsspiel gegen Júbilo Iwata. Bei der 3:2-Niederlage wurde er in der 84. Minute für Arata Watanabe eingewechselt.